# بانوی آبی (مجموعه تلویزیونی)
بانوی آبی (انگلیسی: Lady Blue) یک مجموعهٔ تلویزیونی آمریکایی در ژانر کارآگاهی و اکشن-ماجراجویی است. تولید این مجموعه بر عهدهٔ دیوید گربر بود و در اصل از ۱۵ سپتامبر ۱۹۸۵ تا ۲۵ ژانویه ۱۹۸۶ به مدت یک فصل در شبکهٔ شرکت پخش رسانه‌ای آمریکا (ای‌بی‌سی) پخش شد. این مجموعه پس از پخش آزمایشی به عنوان یک تله‌فیلم در ۱۵ آوریل ۱۹۸۵، توسط ای‌بی‌سی انتخاب شد. این سریال حول کارآگاه شیکاگو کتی ماهونی (جمی روز) و روش‌های خشونت‌آمیز او برای رسیدگی به پرونده‌ها می‌چرخد.